# Stanley-Cup-Playoffs 1971
Die Playoffs um den Stanley Cup des Jahres 1971 begannen am 7. April 1971 und endeten am 18. Mai 1971 mit dem 4:3-Erfolg der Canadiens de Montréal über die Chicago Black Hawks. Die Canadiens gewannen somit ihren insgesamt 17. Titel der Franchise-Geschichte und zugleich dritten in den letzten vier Jahren. Zudem hatten sie in Torhüter Ken Dryden den mit der Conn Smythe Trophy ausgezeichneten Most Valuable Player sowie in Person von Frank Mahovlich den Topscorer dieser post-season in ihren Reihen. Die unterlegenen Black Hawks hingegen standen in ihrem ersten Stanley-Cup-Finale seit 1965, das sie mit dem gleichen Ergebnis gegen Montréal verloren hatten.
Ferner wurden die Canadiens zum ersten Team seit den Toronto Maple Leafs im Jahre 1945, das das entscheidende siebte Spiel um den Stanley Cup auswärts gewinnen konnte. Nach ihnen gelang dies, ebenso wie das Aufholen eines 0:2-Rückstands im Endspiel, erst wieder den Pittsburgh Penguins in den Playoffs 2009.

## Modus
Für die Playoffs qualifizierten sich die jeweils vier besten Teams der Eastern und der Western Division. Im Viertelfinale standen sich zuerst innerhalb einer jeden Division der Erste und der Dritte sowie der Zweite und der Vierte der Setzliste gegenüber. Die Halbfinals wurden dann – im Gegensatz zu den Vorjahren – zwischen den Divisionen ausgetragen, so traf jeweils der Sieger aus 1 gegen 3 auf den Sieger aus 2 gegen 4 der Setzliste. Anschließend folgte das Stanley-Cup-Finale. Mit dieser Änderung sowie dem Wechsel der Black Hawks in die Western Division sollte der Einseitigkeit der letzten drei Endspiele Rechnung getragen werden. In diesen unterlagen die St. Louis Blues, Sieger der nur aus Teams der Expansion von 1967 bestehenden Western Division, jeweils mit 0:4 dem Sieger der Eastern Division, die nur aus Teams des Original Six bestand.
Alle Serien wurden dabei im Best-of-Seven-Modus ausgetragen, das heißt, dass ein Team vier Siege zum Weiterkommen benötigte. Das höher gesetzte Team hatte dabei in den ersten beiden Spielen Heimrecht, die nächsten beiden das gegnerische Team. Sollte bis dahin kein Sieger aus der Runde hervorgegangen sein, wechselte das Heimrecht von Spiel zu Spiel. So hatte die höher gesetzte Mannschaft in den Spielen 1, 2, 5 und 7, also vier der maximal sieben Spiele, einen Heimvorteil.
Bei Spielen, die nach der regulären Spielzeit von 60 Minuten unentschieden blieben, folgte die Overtime. Sie endete durch das erste erzielte Tor (Sudden Death).

## Qualifizierte Teams
| Eastern Division - (E1) Boston Bruins - (E2) New York Rangers - (E3) Canadiens de Montréal - (E4) Toronto Maple Leafs | Western Division - (W1) Chicago Black Hawks - (W2) St. Louis Blues - (W3) Philadelphia Flyers - (W4) Minnesota North Stars |

## Playoff-Baum
| Viertelfinale | Viertelfinale         | Viertelfinale         |    |                       | Halbfinale | Halbfinale | Halbfinale |  |  | Stanley-Cup-Finale | Stanley-Cup-Finale | Stanley-Cup-Finale |
|               |                       |                       |    |                       |            |            |            |  |  |                    |                    |                    |
| E1            | Boston Bruins         | 3                     |    |                       |            |            |            |  |  |                    |                    |                    |
| E3            | Canadiens de Montréal | 4                     |    |                       |            |            |            |  |  |                    |                    |                    |
| E3            | Canadiens de Montréal | 4                     | E3 | Canadiens de Montréal | 4          |            |            |  |  |                    |                    |                    |
|               |                       |                       | E3 | Canadiens de Montréal | 4          |            |            |  |  |                    |                    |                    |
|               | W4                    | Minnesota North Stars | 2  |                       |            |            |            |  |  |                    |                    |                    |
| W2            | W4                    | Minnesota North Stars | 2  | St. Louis Blues       | 2          |            |            |  |  |                    |                    |                    |
| W2            |                       |                       |    | St. Louis Blues       | 2          |            |            |  |  |                    |                    |                    |
| W4            | Minnesota North Stars | 4                     |    |                       |            |            |            |  |  |                    |                    |                    |
| W4            | Minnesota North Stars | 4                     | E3 | Canadiens de Montréal | 4          |            |            |  |  |                    |                    |                    |
|               |                       |                       |    | Canadiens de Montréal | 4          |            |            |  |  |                    |                    |                    |
|               | W1                    | Chicago Black Hawks   | 3  |                       |            |            |            |  |  |                    |                    |                    |
| W1            | W1                    | Chicago Black Hawks   | 3  | Chicago Black Hawks   | 4          |            |            |  |  |                    |                    |                    |
| W1            |                       |                       |    | Chicago Black Hawks   | 4          |            |            |  |  |                    |                    |                    |
| W3            | Philadelphia Flyers   | 0                     |    |                       |            |            |            |  |  |                    |                    |                    |
| W3            | Philadelphia Flyers   | 0                     | W1 | Chicago Black Hawks   | 4          |            |            |  |  |                    |                    |                    |
|               |                       |                       | W1 | Chicago Black Hawks   | 4          |            |            |  |  |                    |                    |                    |
|               | E2                    | New York Rangers      | 3  |                       |            |            |            |  |  |                    |                    |                    |
| E2            | E2                    | New York Rangers      | 3  | New York Rangers      | 4          |            |            |  |  |                    |                    |                    |
| E2            |                       |                       |    | New York Rangers      | 4          |            |            |  |  |                    |                    |                    |
| E4            | Toronto Maple Leafs   | 2                     |    |                       |            |            |            |  |  |                    |                    |                    |

## Viertelfinale

### (E1) Boston Bruins – (E3) Canadiens de Montréal
| 7. April 1971 | Boston Bruins Bobby Orr (3:57) Wayne Cashman (29:41) Fred Stanfield (48:47) | 3:1 (1:0, 1:1, 1:0) Spielbericht Stand: 1:0 | Canadiens de Montréal John Ferguson (21:34) | Boston Garden, Boston, Massachusetts Zuschauer: 14.994 |

| 8. April 1971 | Boston Bruins Bobby Orr (4:34) Ted Green (5:43) John McKenzie (22:49) Wayne Cashman (26:31) Derek Sanderson (28:41) | 5:7 (2:1, 3:1, 0:5) Spielbericht Stand: 1:1 | Canadiens de Montréal Yvan Cournoyer (3:32) Henri Richard (35:33) Jean Béliveau (42:58) Jean Béliveau (44:22) Jacques Lemaire (49:59) John Ferguson (55:23) Frank Mahovlich (58:40) | Boston Garden, Boston, Massachusetts Zuschauer: 14.994 |

| 10. April 1971 | Canadiens de Montréal Frank Mahovlich (24:04) Jacques Laperrière (32:05) Frank Mahovlich (43:55) | 3:1 (0:1, 2:0, 1:0) Spielbericht Stand: 2:1 | Boston Bruins Phil Esposito (0:29) | Forum de Montréal, Montréal, Québec Zuschauer: 18.904 |

| 11. April 1971 | Canadiens de Montréal Frank Mahovlich (5:30) Yvan Cournoyer (46:13) | 2:5 (1:0, 0:2, 1:3) Spielbericht Stand: 2:2 | Boston Bruins Bobby Orr (31:01) Mike Walton (38:26) Bobby Orr (40:37) Fred Stanfield (57:21) Bobby Orr (59:57) | Forum de Montréal, Montréal, Québec Zuschauer: 18.904 |

| 13. April 1971 | Boston Bruins Wayne Cashman (0:57) Phil Esposito (9:32) Mike Walton (16:45) John McKenzie (31:44) Ed Westfall (37:43) Johnny Bucyk (52:47) Ken Hodge (55:57) | 7:3 (3:1, 2:0, 2:2) Spielbericht Stand: 3:2 | Canadiens de Montréal Yvan Cournoyer (5:38) Frank Mahovlich (41:55) John Ferguson (48:19) | Boston Garden, Boston, Massachusetts Zuschauer: 14.994 |

| 15. April 1971 | Canadiens de Montréal Pete Mahovlich (6:36) Henri Richard (11:12) Jacques Lemaire (30:34) J. C. Tremblay (34:39) Henri Richard (45:14) Pete Mahovlich (54:46) Marc Tardif (57:15) Jacques Laperrière (59:34) | 8:3 (2:1, 2:1, 4:1) Spielbericht Stand: 3:3 | Boston Bruins Phil Esposito (9:51) Fred Stanfield (25:57) Derek Sanderson (56:52) | Forum de Montréal, Montréal, Québec Zuschauer: 17.491 |

| 18. April 1971 | Boston Bruins Ken Hodge (6:50) Johnny Bucyk (41:02) | 2:4 (1:2, 0:1, 1:1) Spielbericht Stand: 3:4 | Canadiens de Montréal Frank Mahovlich (14:48) Réjean Houle (17:38) J. C. Tremblay (35:44) Frank Mahovlich (40:14) | Boston Garden, Boston, Massachusetts Zuschauer: 14.894 |

### (E2) New York Rangers – (E4) Toronto Maple Leafs
| 7. April 1971 | New York Rangers Vic Hadfield (6:05) Rod Gilbert (31:05) Bob Nevin (39:57) Vic Hadfield (41:20) Walt Tkaczuk (46:44) | 5:4 (1:2, 2:2, 2:0) Spielbericht Stand: 1:0 | Toronto Maple Leafs Dave Keon (4:56) Dave Keon (19:55) Paul Henderson (30:10) Paul Henderson (33:13) | Madison Square Garden, New York City, New York Zuschauer: 17.250 |

| 8. April 1971 | New York Rangers Tim Horton (36:11) | 1:4 (0:2, 1:1, 0:1) Spielbericht Stand: 1:1 | Toronto Maple Leafs Garry Monahan (13:23) Paul Henderson (14:11) Dave Keon (21:35) Paul Henderson (51:53) | Madison Square Garden, New York City, New York Zuschauer: 17.250 |

| 10. April 1971 | Toronto Maple Leafs Ron Ellis (5:03) Paul Henderson (24:19) Garry Monahan (45:22) | 3:1 (1:0, 1:0, 1:1) Spielbericht Stand: 2:1 | New York Rangers Dave Balon (43:17) | Maple Leaf Gardens, Toronto, Ontario Zuschauer: 16.485 |

| 11. April 1971 | Toronto Maple Leafs Darryl Sittler (29:33) Darryl Sittler (51:12) | 2:4 (0:1, 1:3, 1:0) Spielbericht Stand: 2:2 | New York Rangers Bob Nevin (12:54) Vic Hadfield (24:41) Dave Balon (27:41) Ron Stewart (38:10) | Maple Leaf Gardens, Toronto, Ontario Zuschauer: 16.485 |

| 13. April 1971 | New York Rangers Ted Irvine (0:34) Vic Hadfield (24:59) Bob Nevin (46:25) | 3:1 (1:0, 1:0, 1:1) Spielbericht Stand: 3:2 | Toronto Maple Leafs Jim McKenny (53:42) | Madison Square Garden, New York City, New York Zuschauer: 17.250 |

| 15. April 1971 | Toronto Maple Leafs Jim McKenny (57:26) | 1:2 n. V. (0:0, 0:1, 1:0, 0:1) Spielbericht Stand: 2:4 | New York Rangers Bob Nevin (32:39) Bob Nevin (69:07) | Maple Leaf Gardens, Toronto, Ontario Zuschauer: 16.485 |

### (W1) Chicago Black Hawks – (W3) Philadelphia Flyers
| 7. April 1971 | Chicago Black Hawks Bobby Hull (2:50) Pat Stapleton (7:05) Bobby Hull (26:24) Doug Jarrett (38:26) Pit Martin (40:59) | 5:2 (2:1, 2:1, 1:0) Spielbericht Stand: 1:0 | Philadelphia Flyers Bill Lesuk (19:02) Bob Kelly (31:06) | Chicago Stadium, Chicago, Illinois Zuschauer: 19.000 |

| 8. April 1971 | Chicago Black Hawks Bobby Hull (16:18) Stan Mikita (17:00) Stan Mikita (24:46) Bobby Hull (30:39) Jim Pappin (38:57) Lou Angotti (49:41) | 6:2 (2:0, 3:0, 1:2) Spielbericht Stand: 2:0 | Philadelphia Flyers Jim Mair (46:18) Garry Peters (56:11) | Chicago Stadium, Chicago, Illinois Zuschauer: 19.000 |

| 10. April 1971 | Philadelphia Flyers Rick MacLeish (10:18) Simon Nolet (26:42) | 2:3 (1:1, 1:0, 0:2) Spielbericht Stand: 0:3 | Chicago Black Hawks Pat Stapleton (13:30) Bobby Hull (45:52) Bobby Hull (50:24) | The Spectrum, Philadelphia, Pennsylvania Zuschauer: 14.620 |

| 11. April 1971 | Philadelphia Flyers Serge Bernier (14:33) Simon Nolet (50:07) | 2:6 (1:2, 0:1, 1:3) Spielbericht Stand: 0:4 | Chicago Black Hawks Jim Pappin (0:21) Jim Pappin (9:16) Pit Martin (29:54) Cliff Koroll (43:24) Cliff Koroll (48:37) Jim Pappin (51:26) | The Spectrum, Philadelphia, Pennsylvania Zuschauer: 14.620 |

### (W2) St. Louis Blues – (W3) Minnesota North Stars
| 7. April 1971 | St. Louis Blues Fran Huck (10:52) Garry Unger (59:54) | 2:3 (1:1, 0:0, 1:2) Spielbericht Stand: 0:1 | Minnesota North Stars Jude Drouin (5:16) Jean-Paul Parisé (43:57) Danny Grant (47:12) | St. Louis Arena, St. Louis, Missouri Zuschauer: 18.590 |

| 8. April 1971 | St. Louis Blues Bill McCreary (30:19) Jim Roberts (43:45) Wayne Connelly (48:34) Jim Roberts (59:40) | 4:2 (0:0, 1:0, 3:2) Spielbericht Stand: 1:1 | Minnesota North Stars Murray Oliver (40:09) Murray Oliver (50:58) | St. Louis Arena, St. Louis, Missouri Zuschauer: 18.774 |

| 10. April 1971 | Minnesota North Stars | 0:3 (0:0, 0:2, 0:1) Spielbericht Stand: 1:2 | St. Louis Blues Frank St. Marseille (28:04) Noël Picard (39:17) Terry Crisp (48:39) | Metropolitan Sports Center, Bloomington, Minnesota Zuschauer: 15.339 |

| 11. April 1971 | Minnesota North Stars Bobby Rousseau (42:44) Charlie Burns (56:52) | 2:1 (0:1, 0:0, 2:0) Spielbericht Stand: 2:2 | St. Louis Blues Garry Unger (4:08) | Metropolitan Sports Center, Bloomington, Minnesota Zuschauer: 14.657 |

| 13. April 1971 | St. Louis Blues Craig Cameron (4:28) Craig Cameron (22:42) Wayne Connelly (29:43) | 3:4 (1:2, 2:1, 0:1) Spielbericht Stand: 2:3 | Minnesota North Stars Murray Oliver (5:03) Jude Drouin (16:33) Jude Drouin (22:49) Lou Nanne (56:25) | St. Louis Arena, St. Louis, Missouri Zuschauer: 19.132 |

| 15. April 1971 | Minnesota North Stars Ted Hampson (30:36) Lou Nanne (30:58) Bobby Rousseau (34:15) Doug Mohns (39:29) Doug Mohns (47:01) | 5:2 (0:0, 4:1, 1:1) Spielbericht Stand: 4:2 | St. Louis Blues Frank St. Marseille (24:45) Garry Unger (57:20) | Metropolitan Sports Center, Bloomington, Minnesota Zuschauer: 15.370 |

## Halbfinale

### (E3) Canadiens de Montréal – (W3) Minnesota North Stars
| 20. April 1971 | Canadiens de Montréal Marc Tardif (25:48) Jacques Lemaire (31:07) Jacques Lemaire (36:33) Jacques Lemaire (38:51) Marc Tardif (47:26) Guy Lapointe (55:21) Frank Mahovlich (57:40) | 7:2 (0:1, 4:0, 3:1) Spielbericht Stand: 1:0 | Minnesota North Stars Danny Grant (11:45) Bill Goldsworthy (57:12) | Forum de Montréal, Montréal, Québec Zuschauer: 16.077 |

| 22. April 1971 | Canadiens de Montréal Pete Mahovlich (24:17) Guy Lapointe (36:41) Jean Béliveau (44:59) | 3:6 (0:4, 2:1, 1:1) Spielbericht Stand: 1:1 | Minnesota North Stars Jean-Paul Parisé (5:14) Jude Drouin (10:04) Ted Hampson (15:58) Lou Nanne (19:04) Murray Oliver (37:46) Charlie Burns (59:36) | Forum de Montréal, Montréal, Québec Zuschauer: 16.601 |

| 24. April 1971 | Minnesota North Stars Murray Oliver (7:11) Danny Grant (35:56) Bill Goldsworthy (59:34) | 3:6 (1:2, 1:3, 1:1) Spielbericht Stand: 1:2 | Canadiens de Montréal Frank Mahovlich (8:47) Jacques Lemaire (17:39) Yvan Cournoyer (21:45) J. C. Tremblay (25:17) Jacques Laperrière (28:30) Jacques Laperrière (42:26) | Metropolitan Sports Center, Bloomington, Minnesota Zuschauer: 15.364 |

| 25. April 1971 | Minnesota North Stars Murray Oliver (16:35) Danny Grant (19:04) Jean-Paul Parisé (43:00) Murray Oliver (51:26) Ted Hampson (55:59) | 5:2 (2:1, 0:1, 3:0) Spielbericht Stand: 2:2 | Canadiens de Montréal Jean Béliveau (1:22) Jean Béliveau (27:52) | Metropolitan Sports Center, Bloomington, Minnesota Zuschauer: 15.363 |

| 27. April 1971 | Canadiens de Montréal Pete Mahovlich (22:24) Guy Lapointe (41:14) Pete Mahovlich (50:08) John Ferguson (52:50) Frank Mahovlich (53:41) Yvan Cournoyer (54:35) | 6:1 (0:0, 1:0, 5:1) Spielbericht Stand: 3:2 | Minnesota North Stars Danny Grant (41:40) | Forum de Montréal, Montréal, Québec Zuschauer: 15.854 |

| 29. April 1971 | Minnesota North Stars Charlie Burns (9:50) Jude Drouin (29:18) | 2:3 (1:1, 1:2, 0:0) Spielbericht Stand: 2:4 | Canadiens de Montréal Yvan Cournoyer (16:00) Claude Larose (21:07) Réjean Houle (33:29) | Metropolitan Sports Center, Bloomington, Minnesota Zuschauer: 15.422 |

### (W1) Chicago Black Hawks – (E2) New York Rangers
| 18. April 1971 | Chicago Black Hawks Cliff Koroll (12:59) | 1:2 n. V. (1:0, 0:0, 0:1, 0:1) Spielbericht Stand: 0:1 | New York Rangers Jean Ratelle (56:44) Pete Stemkowski (61:37) | Chicago Stadium, Chicago, Illinois Zuschauer: 16.666 |

| 20. April 1971 | Chicago Black Hawks Cliff Koroll (17:54) Dennis Hull (34:06) Dennis Hull (59:45) | 3:0 (1:0, 1:0, 1:0) Spielbericht Stand: 1:1 | New York Rangers | Chicago Stadium, Chicago, Illinois Zuschauer: 16.666 |

| 22. April 1971 | New York Rangers Vic Hadfield (3:05) Rod Gilbert (13:37) Vic Hadfield (15:50) Vic Hadfield (56:09) | 4:1 (3:1, 0:0, 1:0) Spielbericht Stand: 2:1 | Chicago Black Hawks Stan Mikita (5:16) | Madison Square Garden, New York City, New York Zuschauer: 17.250 |

| 25. April 1971 | New York Rangers Dave Balon (54:34) | 1:7 (0:1, 0:3, 1:3) Spielbericht Stand: 2:2 | Chicago Black Hawks Jim Pappin (12:49) Bill White (25:45) Danny O’Shea (27:28) Stan Mikita (37:23) Dennis Hull (40:14) Chico Maki (52:09) Jerry Korab (58:24) | Madison Square Garden, New York City, New York Zuschauer: 17.250 |

| 27. April 1971 | Chicago Black Hawks Pat Stapleton (10:56) Chico Maki (15:41) Bobby Hull (66:35) | 3:2 n. V. (2:1, 0:1, 0:0, 1:0) Spielbericht Stand: 3:2 | New York Rangers Vic Hadfield (15:57) Rod Seiling (39:28) | Chicago Stadium, Chicago, Illinois Zuschauer: 16.666 |

| 29. April 1971 | New York Rangers Rod Gilbert (27:07) Jean Ratelle (44:21) Pete Stemkowski (101:29) | 3:2 n. V. (1:0, 1:1, 0:1, 0:0, 0:0, 1:0) Spielbericht Stand: 3:3 | Chicago Black Hawks Dennis Hull (10:19) Chico Maki (21:54) | Madison Square Garden, New York City, New York Zuschauer: 17.250 |

| 2. Mai 1971 | Chicago Black Hawks Jim Pappin (14:49) Cliff Koroll (33:27) Bobby Hull (44:25) Chico Maki (59:34) | 4:2 (1:1, 1:1, 2:0) Spielbericht Stand: 4:3 | New York Rangers Pete Stemkowski (18:31) Rod Gilbert (31:43) | Chicago Stadium, Chicago, Illinois |

## Stanley-Cup-Finale

### (W1) Chicago Black Hawks – (E3) Canadiens de Montréal
| 4. Mai 1971 | Chicago Black Hawks Bobby Hull (47:54) Jim Pappin (81:11) | 2:1 n. V. (0:0, 0:1, 1:0, 0:0, 1:0) Spielbericht Stand: 1:0 | Canadiens de Montréal Jacques Lemaire (32:29) | Chicago Stadium, Chicago, Illinois Zuschauer: 16.666 |

| 6. Mai 1971 | Chicago Black Hawks Bobby Hull (4:39) Chico Maki (31:58) Jim Pappin (33:50) Lou Angotti (47:27) Lou Angotti (56:47) | 5:3 (1:2, 2:0, 2:1) Spielbericht Stand: 2:0 | Canadiens de Montréal Jacques Lemaire (9:06) Pete Mahovlich (17:58) Frank Mahovlich (48:56) | Chicago Stadium, Chicago, Illinois Zuschauer: 16.666 |

| 9. Mai 1971 | Canadiens de Montréal Pete Mahovlich (25:56) Frank Mahovlich (37:34) Yvan Cournoyer (46:23) Frank Mahovlich (52:13) | 4:2 (0:2, 2:0, 2:0) Spielbericht Stand: 1:2 | Chicago Black Hawks Cliff Koroll (4:26) Bobby Hull (13:38) | Forum de Montréal, Montréal, Québec Zuschauer: 17.441 |

| 11. Mai 1971 | Canadiens de Montréal Pete Mahovlich (1:00) Jean Béliveau (6:55) Guy Lapointe (16:33) Yvan Cournoyer (29:07) Yvan Cournoyer (35:53) | 5:2 (3:1, 2:1, 0:0) Spielbericht Stand: 2:2 | Chicago Black Hawks Stan Mikita (3:09) Dennis Hull (32:30) | Forum de Montréal, Montréal, Québec Zuschauer: 17.678 |

| 13. Mai 1971 | Chicago Black Hawks Dennis Hull (10:57) Cliff Koroll (31:26) | 2:0 (1:0, 1:0, 0:0) Spielbericht Stand: 3:2 | Canadiens de Montréal | Chicago Stadium, Chicago, Illinois Zuschauer: 16.666 |

| 16. Mai 1971 | Canadiens de Montréal Yvan Cournoyer (12:33) Pete Mahovlich (25:04) Frank Mahovlich (45:10) Pete Mahovlich (48:56) | 4:3 (1:1, 1:2, 2:0) Spielbericht Stand: 3:3 | Chicago Black Hawks Jim Pappin (11:25) Chico Maki (37:40) Jim Pappin (38:48) | Forum de Montréal, Montréal, Québec Zuschauer: 17.817 |

| 18. Mai 1971 | Chicago Black Hawks Dennis Hull (19:12) Danny O’Shea (27:33) | 2:3 (1:0, 1:2, 0:1) Spielbericht Stand: 3:4 | Canadiens de Montréal Jacques Lemaire (34:18) Henri Richard (38:20) Henri Richard (42:34) | Chicago Stadium, Chicago, Illinois Zuschauer: 21.000 |

### Stanley-Cup-Sieger
| Stanley-Cup-Sieger Canadiens de Montréal | Torhüter: Ken Dryden, Rogatien Vachon Verteidiger: Pierre Bouchard, Terry Harper, Jacques Laperrière, Guy Lapointe, Bob Murdoch, Serge Savard Anm., J. C. Tremblay Angreifer: Jean Béliveau (C), Yvan Cournoyer, John Ferguson, Réjean Houle, Claude Larose, Chuck Lefley, Jacques Lemaire, Frank Mahovlich, Pete Mahovlich, Henri Richard, Phil Roberto, Léon Rochefort, Bobby Sheehan, Marc Tardif Cheftrainer: Al MacNeil General Manager: Sam Pollock |

## Beste Scorer
Abkürzungen: GP = Spiele, G = Tore, A = Assists, Pts = Punkte, +/− = Plus/Minus, PIM = Strafminuten; Fett: Bestwert
| Spieler         | Team     | GP | G  | A  | Pts | +/− | PIM |
| --------------- | -------- | -- | -- | -- | --- | --- | --- |
| Frank Mahovlich | Montréal | 20 | 14 | 13 | 27  | +2  | 18  |
| Bobby Hull      | Chicago  | 18 | 11 | 14 | 25  | +9  | 16  |
| Yvan Cournoyer  | Montréal | 20 | 10 | 12 | 22  | +14 | 6   |
| Jean Béliveau   | Montréal | 20 | 6  | 16 | 22  | +13 | 28  |
| Jacques Lemaire | Montréal | 20 | 9  | 10 | 19  | +8  | 17  |
| Stan Mikita     | Chicago  | 18 | 5  | 13 | 18  | +7  | 16  |
| Pat Stapleton   | Chicago  | 18 | 3  | 14 | 17  | +11 | 4   |
| J. C. Tremblay  | Montréal | 20 | 3  | 14 | 17  | +5  | 15  |
| Pete Mahovlich  | Montréal | 20 | 10 | 6  | 16  | −3  | 43  |
| Cliff Koroll    | Chicago  | 18 | 7  | 9  | 16  | +4  | 18  |

Bill White von den Chicago Black Hawks erreichte ebenfalls eine Plus/Minus-Statistik von +14.

## Beste Torhüter
Die kombinierte Tabelle zeigt die jeweils drei besten Torhüter in den Kategorien Gegentorschnitt und Fangquote sowie die jeweils Führenden in den Kategorien Shutouts und Siege.
Abkürzungen: GP = Spiele, Min = Eiszeit (in Minuten), W = Siege, L = Niederlagen, GA = Gegentore, SO = Shutouts, Sv% = gehaltene Schüsse (in %), GAA = Gegentorschnitt; Fett: Bestwert; Sortiert nach Gegentorschnitt.
Erfasst werden nur Torhüter mit 180 absolvierten Spielminuten.
| Spieler        | Team       | GP | Min     | W  | L | GA | SO | Sv%  | GAA  |
| -------------- | ---------- | -- | ------- | -- | - | -- | -- | ---- | ---- |
| Tony Esposito  | Chicago    | 18 | 1147:45 | 11 | 7 | 42 | 2  | 92,8 | 2,20 |
| Eddie Giacomin | NY Rangers | 12 | 757:20  | 7  | 5 | 28 | 0  | 91,2 | 2,22 |
| Bernie Parent  | Toronto    | 4  | 234:06  | 2  | 2 | 9  | 0  | 92,3 | 2,31 |
| Ken Dryden     | Montréal   | 20 | 1217:09 | 12 | 8 | 61 | 0  | 91,4 | 3,01 |